# Immenrode (Werther)
Immenrode ist mit dem dazugehörigen Weiler Fronderode  ein Ortsteil der Gemeinde Werther im Landkreis Nordhausen in Thüringen in Deutschland.

## Geographie
Immenrode liegt im südlichen Harzvorland nahe dem Naturpark Südharz, im Nordthüringer Hügelland. In der Naturlandschaft „Südharz“ befinden sich nördlich der Ansiedlungen Immenrode und Fronderode eine Kette von Karsterscheinungen. Der „Steinsee“ und das Große Seeloch charakterisieren diese Landschaft besonders.
Durch den Ort fließt der Haferbach, ein rechter Zufluss der Helme.

## Geschichte
Das „Große Seeloch“ wird als frühgeschichtliche Kultstätte angesehen. Das Bauerndorf Immenrode wurde im Juni 1129 erstmals urkundlich erwähnt.
Mit der Auflösung der Verwaltungsgemeinschaft Helmetal kam die einstmals eigenständige Gemeinde Immenrode am 1. Januar 1997 zur neugebildeten Gemeinde Werther.